# رودولفو ميلز
رودولفو ميلز (بالإسبانية: Rodolfo Mills)‏ (25 مايو 1958 في كوستاريكا - ) هو مدرب كرة قدم ولاعب كرة قدم كوستاريكي في مركز الدفاع. شارك مع منتخب كوستاريكا لكرة القدم. أما مع النوادي، فقد لعب مع ديبورتيفو سابريسا ونادي موتاجوا ‏ ونادي ألاجولينسي والرابطة الرياضية في ليمون ونادي هيريديانو.

## وصلات خارجية
- رودولفو ميلز على موقع الاتحاد الدولي (مؤرشف)  (الإنجليزية)